# Small Things Like These
Small Things Like These is een Belgisch-Ierse historische dramafilm uit 2024, geregisseerd door Tim Mielants naar een scenario van Enda Walsh, gebaseerd op de gelijknamige novelle van Claire Keegan uit 2021.

## Verhaal
In een klein stadje op het platteland van Ierland in 1985 tijdens Kerstmis wordt de dagelijkse routine van kolen- en houthandelaar, echtgenoot en vader Bill Furlong verstoord door de ontdekking van een verborgen geheim wanneer hij een bestelling aflevert bij het plaatselijk klooster. De film belicht het schokkende schandaal van de Magdalena-wasserijen in Ierland. Van de jaren 1820 tot 1996 hielden de nonnen van de Katholieke Kerk jonge vrouwen gevangen en dwongen hen tot een leven van gedwongen dienstbaarheid.

## Rolverdeling
| Acteur           | Personage          |
| ---------------- | ------------------ |
| Cillian Murphy   | Bill Furlong       |
| Eileen Walsh     | Eileen Furlong     |
| Emily Watson     | zuster Mary        |
| Michelle Fairley | Mw. Wilson         |
| Zara Devlin      | Sarah Redmond      |
| Clare Dunne      | zuster Carmel      |
| Helen Behan      | Mw. Kehoe          |
| Louis Kinwan     | jonge Bill Furlong |

## Productie
In maart 2023 werd aangekondigd dat Cillian Murphy de film zal produceren en de hoofdrol zal spelen in de verfilming van Claire Keegan's bekroonde novelle onder productie van Artists Equity van Ben Affleck en Matt Damon. De regie komt in handen van Tim Mielants die al eerder samenwerkte met Murphy voor de televisieserie Peaky Blinders.
De filmopnames gingen half maart 2023 van start in County Wicklow in Ierland en duurden vier weken.

## Release en ontvangst
Small Things Like These ging op 15 februari 2024 in première als openingsfilm van het Internationaal filmfestival van Berlijn in de competitie voor de Gouden Beer. De film kreeg overwegend positieve kritieken van de filmcritici, met een score van 84% op Rotten Tomatoes, gebaseerd op 25 beoordelingen.

## Prijzen en nominaties
De belangrijkste:
| Jaar | Prijs                                   | Categorie                       | Genomineerde(n) | Uitslag     |
| ---- | --------------------------------------- | ------------------------------- | --------------- | ----------- |
| 2024 | Internationaal filmfestival van Berlijn | Gouden Beer                     | Tim Mielants    | Genomineerd |
| 2024 | Internationaal filmfestival van Berlijn | Zilveren Beer voor beste bijrol | Emily Watson    | Gewonnen    |